# Liechtensteinisch-österreichische Beziehungen

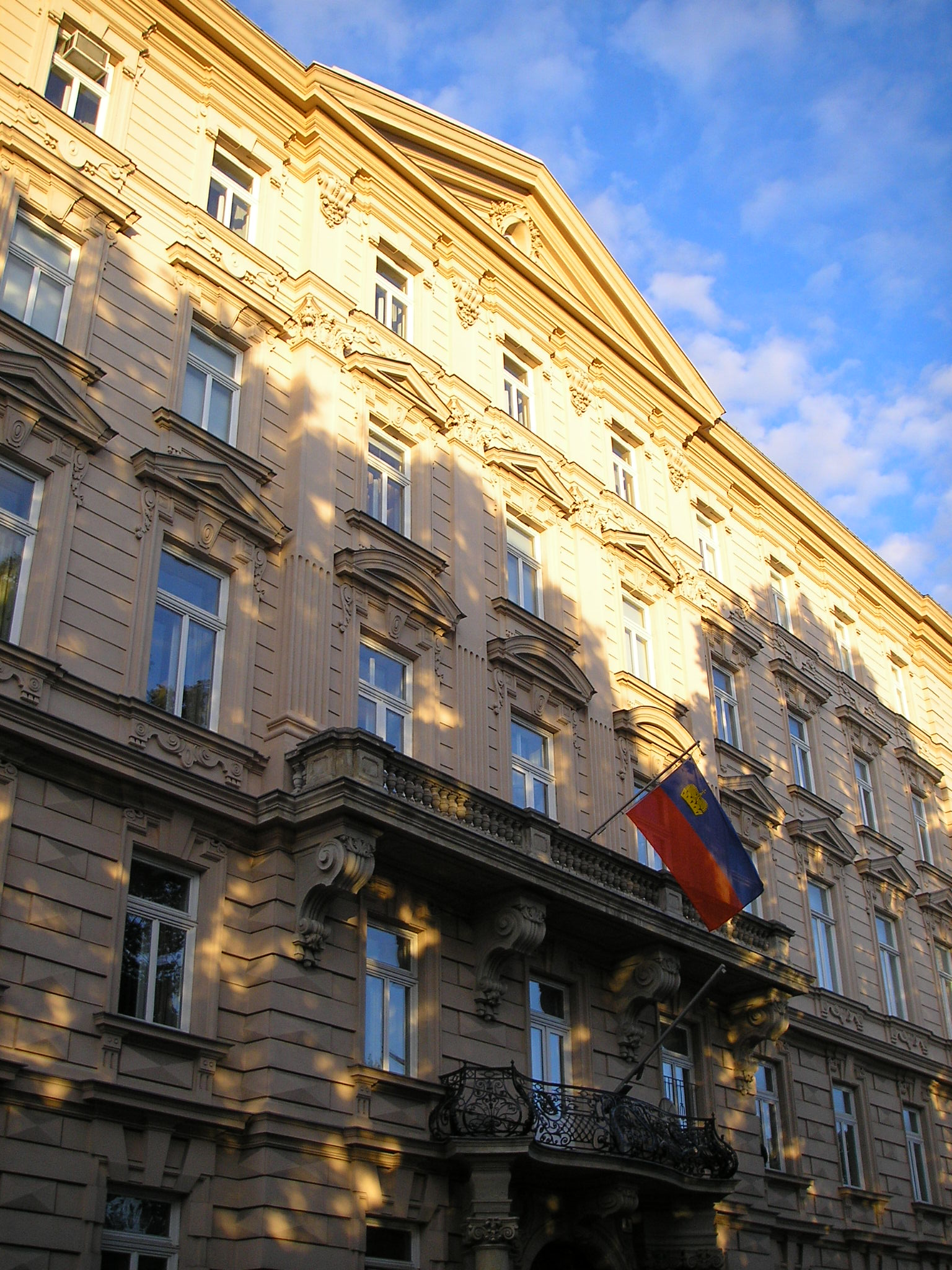
Das Gebäude der Liechtensteinischen Botschaft in Wien

Aufgrund der historischen, geografischen, politischen, kulturellen, gesellschaftlichen und wirtschaftlichen Nähe Liechtensteins zu Österreich waren die Beziehungen der beiden Länder sehr eng. Seit drei Jahrhunderten stellt eine österreichische Adelsfamilie, das Haus Liechtenstein, den Regenten des Fürstentums, das nach dieser Familie benannt wurde. Nachdem das Haus Liechtenstein die Grafschaften Schellenberg und Vaduz 1719 käuflich erworben hatte, wurde das Gebiet des heutigen Liechtenstein vom österreichischen Feldkirch aus verwaltet. Der Landvogt des Hauses Liechtenstein residierte im Palais Liechtenstein in Feldkirch, da es in den Grafschaften nur einige wenige Bauerndörfer gab.
Die erste konsularische Vertretung des Fürstentums Liechtenstein wurde 1919, kurz nach dem Ersten Weltkrieg, eingerichtet. 1923 übernahm die Schweiz die diplomatische Vertretung des Fürstentums. Seit 1998 ist Liechtenstein wieder mit einer eigenen Botschaft in Wien vertreten. Die Botschaft von Österreich in Bern ist auch für Liechtenstein zuständig. In Vaduz befindet sich ein Honorarkonsulat der Republik Österreich. Ab 1852 bestand eine Zollunion zwischen Österreich und Liechtenstein. Dieser Zoll- und Steuervertrag mit Österreich wurde 1919 von Liechtenstein gekündigt. Liechtenstein wandte sich von Österreich ab und richtete sich wirtschaftlich neu in Richtung Schweiz aus. Seit dem 1. Januar 1924 sind Liechtenstein und die Schweiz in einer Wirtschafts- und Zollunion verbunden. Der Schweizer Franken ersetzte die österreichischen Kronen.
Trotzdem sind die wirtschaftlichen Verflechtungen zwischen den beiden Ländern sehr eng. Zirka 8000 Personen pendeln täglich aus Österreich nach Liechtenstein zur Arbeit, da es in Liechtenstein sehr schwierig ist, ein Aufenthaltsrecht zu bekommen. Im Gegensatz zu der Schweiz ist Liechtenstein, genauso wie Österreich, Mitglied des Europäischen Wirtschaftsraums. Im Dezember 1992 stimmte die Bevölkerung Liechtensteins einem Beitritt zu. Erst nach Änderung der Verträge mit der Schweiz trat das EWR-Abkommen am 1. Mai 1995 in Kraft. Die liechtensteinische Wirtschaft erhielt damit Zugang zu einem gemeinsamen Markt der 30 EWR-Mitgliedstaaten mit über 500 Millionen Menschen und besonders zum österreichischen Markt. Liechtensteinische Unternehmen beschäftigen in Österreich rund 1600 Personen. Seit dem 19. Dezember 2011 ist Liechtenstein Unterzeichner des Schengener Abkommens, welches die Abschaffung von stationären Grenzkontrollen an den Binnengrenzen der teilnehmenden Staaten zum Ziel hat. Liechtenstein verfügt über keine eigene Zollverwaltung. Diese Aufgabe wird vom Schweizer Grenzwachtkorps übernommen, die weiterhin Zollkontrollen an den vier Grenzübergängen zwischen Österreich und Liechtenstein durchführen.
Einige Besonderheiten kommen noch von der Zollunion mit Österreich. So betreibt die ÖBB die einzige Eisenbahnverbindung in Liechtenstein, die  Bahnlinie zwischen Feldkirch und Buchs. Haftstrafen liechtensteinischer Häftlinge werden in österreichischen Gefängnissen vollzogen. Die Liechtensteiner Landespolizei verfügt nur über ein Gefängnis für Untersuchungshäftlinge.